# Stapelianthus decaryi
Stapelianthus decaryi är en oleanderväxtart som beskrevs av Choux. Stapelianthus decaryi ingår i släktet Stapelianthus och familjen oleanderväxter. Inga underarter finns listade i Catalogue of Life.